# Malabo
Malabo (tên cũ Santa Isabel; phiên âm tiếng Việt: Ma-la-bô) là thủ đô của Guinea Xích Đạo và là thủ phủ của tỉnh Bioko Norte, với dân số hơn 150.000 người. Thành phố tọa lạc ở bờ bắc của đảo Bioko. Nó từng được gọi là Etulá bởi người Bubi, những cư dân bản địa, và Fernando Pó bởi người châu Âu.
Người Anh đã lập thành phố vào năm 1827, khi họ thuê hòn đảo từ Tây Ban Nha trong thời kỳ thực dân. Họ đã đặt tên là Port Clarence. Thành phố này đã được sử dụng làm căn cứ hải quân để đàn áp lại việc mua bán nô lệ. Nhiều nô lệ được giải thoát đã định cư ở đây, trước khi Sierra Leone được lập làm một xứ thuộc địa cho các nô lệ được trả tự do. Trong khi nhiều người trong số họ sau này chuyển qua Sierra Leone, nhiều người vẫn ở lại và tạo thành một cộng đồng riêng biệt.
Khi hòn đảo này thuộc quyền quản lý hoàn toàn của Tây Ban Nha, Malabo đã được đổi tên thành Santa Isabel. Thành phố này đã được chọn thay thế Bata ở đất liền làm thủ đô của quốc gia này năm 1969, và đổi tên lại thành Malabo năm 1973 trong chiến dịch thay tên Âu bằng tên thuần Phi hơn của tổng thống Francisco Macías Nguema.

## Khí hậu
Malabo có khí hậu nhiệt đới gió mùa (phân loại khí hậu Köppen Am). Nhiệt độ tương đối ổn định trong suốt cả năm.
| Dữ liệu khí hậu của Malabo        | Dữ liệu khí hậu của Malabo | Dữ liệu khí hậu của Malabo | Dữ liệu khí hậu của Malabo | Dữ liệu khí hậu của Malabo | Dữ liệu khí hậu của Malabo | Dữ liệu khí hậu của Malabo | Dữ liệu khí hậu của Malabo | Dữ liệu khí hậu của Malabo | Dữ liệu khí hậu của Malabo | Dữ liệu khí hậu của Malabo | Dữ liệu khí hậu của Malabo | Dữ liệu khí hậu của Malabo | Dữ liệu khí hậu của Malabo |
| Tháng                             | 1                          | 2                          | 3                          | 4                          | 5                          | 6                          | 7                          | 8                          | 9                          | 10                         | 11                         | 12                         | Năm                        |
| --------------------------------- | -------------------------- | -------------------------- | -------------------------- | -------------------------- | -------------------------- | -------------------------- | -------------------------- | -------------------------- | -------------------------- | -------------------------- | -------------------------- | -------------------------- | -------------------------- |
| Cao kỉ lục °C (°F)                | 34.2 (93.6)                | 35.3 (95.5)                | 34.5 (94.1)                | 36.5 (97.7)                | 34.0 (93.2)                | 32.5 (90.5)                | 31.5 (88.7)                | 32.0 (89.6)                | 32.5 (90.5)                | 32.5 (90.5)                | 32.5 (90.5)                | 33.5 (92.3)                | 36.5 (97.7)                |
| Trung bình ngày tối đa °C (°F)    | 31.1 (88.0)                | 31.8 (89.2)                | 31.3 (88.3)                | 31.3 (88.3)                | 30.5 (86.9)                | 29.5 (85.1)                | 28.4 (83.1)                | 28.0 (82.4)                | 28.1 (82.6)                | 28.8 (83.8)                | 29.8 (85.6)                | 30.8 (87.4)                | 30.0 (86.0)                |
| Trung bình ngày °C (°F)           | 26.9 (80.4)                | 27.7 (81.9)                | 27.6 (81.7)                | 27.2 (81.0)                | 26.7 (80.1)                | 25.9 (78.6)                | 25.3 (77.5)                | 25.0 (77.0)                | 25.1 (77.2)                | 25.5 (77.9)                | 26.1 (79.0)                | 26.6 (79.9)                | 26.3 (79.3)                |
| Tối thiểu trung bình ngày °C (°F) | 23.0 (73.4)                | 23.9 (75.0)                | 24.1 (75.4)                | 23.8 (74.8)                | 23.5 (74.3)                | 23.3 (73.9)                | 23.2 (73.8)                | 23.1 (73.6)                | 22.8 (73.0)                | 22.9 (73.2)                | 23.0 (73.4)                | 22.7 (72.9)                | 23.3 (73.9)                |
| Thấp kỉ lục °C (°F)               | 17.0 (62.6)                | 16.5 (61.7)                | 15.5 (59.9)                | 16.5 (61.7)                | 15.0 (59.0)                | 18.0 (64.4)                | 17.1 (62.8)                | 15.0 (59.0)                | 18.5 (65.3)                | 17.6 (63.7)                | 19.0 (66.2)                | 17.5 (63.5)                | 15.0 (59.0)                |
| Lượng mưa trung bình mm (inches)  | 28.9 (1.14)                | 70.6 (2.78)                | 102.7 (4.04)               | 155.7 (6.13)               | 227.1 (8.94)               | 260.8 (10.27)              | 202.0 (7.95)               | 177.1 (6.97)               | 250.1 (9.85)               | 254.3 (10.01)              | 100.3 (3.95)               | 39.6 (1.56)                | 1.869,1 (73.59)            |
| Số ngày mưa trung bình (≥ 1.0 mm) | 3.5                        | 4.6                        | 9.8                        | 12.0                       | 17.2                       | 19.0                       | 17.5                       | 14.8                       | 20.6                       | 19.5                       | 10.3                       | 4.0                        | 152.7                      |
| Độ ẩm tương đối trung bình (%)    | 83                         | 83                         | 84                         | 84                         | 87                         | 89                         | 90                         | 89                         | 91                         | 90                         | 88                         | 84                         | 87                         |
| Số giờ nắng trung bình tháng      | 120.9                      | 121.5                      | 108.5                      | 114.0                      | 99.2                       | 66.0                       | 43.4                       | 52.7                       | 48.0                       | 71.3                       | 87.0                       | 117.8                      | 1.050,3                    |
| Số giờ nắng trung bình ngày       | 3.9                        | 4.3                        | 3.5                        | 3.8                        | 3.2                        | 2.2                        | 1.4                        | 1.7                        | 1.6                        | 2.3                        | 2.9                        | 3.8                        | 2.9                        |
| Nguồn: Deutscher Wetterdienst     |                            |                            |                            |                            |                            |                            |                            |                            |                            |                            |                            |                            |                            |

## Thành phố kết nghĩa
- Guadalajara, Mexico
- Celaya, Mexico
- Acayucan, Mexico[2]
- Madrid, Tây Ban Nha[3]